# Neoblattella
Neoblattella är ett släkte av kackerlackor. Neoblattella ingår i familjen småkackerlackor.

## Dottertaxa tillNeoblattella, i alfabetisk ordning[1]
- Neoblattella adspersicollis
- Neoblattella adusta
- Neoblattella binodosa
- Neoblattella borinquenensis
- Neoblattella carcinus
- Neoblattella carrikeri
- Neoblattella carvalhoi
- Neoblattella celeripes
- Neoblattella detersa
- Neoblattella dryas
- Neoblattella elegantula
- Neoblattella eurydice
- Neoblattella festae
- Neoblattella grossbecki
- Neoblattella guadeloupensis
- Neoblattella guanayara
- Neoblattella guianae
- Neoblattella infausta
- Neoblattella longior
- Neoblattella lucubrans
- Neoblattella maculiventris
- Neoblattella nodipennis
- Neoblattella paulista
- Neoblattella perdentata
- Neoblattella picta
- Neoblattella poecilops
- Neoblattella proserpina
- Neoblattella puerilis
- Neoblattella semota
- Neoblattella sooretamensis
- Neoblattella sucina
- Neoblattella tapenagae
- Neoblattella titania
- Neoblattella tridens
- Neoblattella unifascia
- Neoblattella vatia
- Neoblattella vomer